# Žabljak
Žabljak (cyr. Жабљак) – miasto w Czarnogórze, siedziba gminy Žabljak. W 2023 roku liczyło 3002  mieszkańców.
Leży w północnej części kraju, u podnóża Durmitoru, będącego częścią Gór Dynarskich. Jest najwyżej położonym miastem w południowo-wschodniej części Europy (1456 m n.p.m.). Miejscowa gospodarka oparta jest na turystyce (w pobliżu znajdują się Crno jezero i Kanion Tary oraz ośrodek narciarski).